# Anđelko Arnautović
Anđelko Arnautović (Cetinje, 1935.), crnogorski slikar

## Životopis
Rođen je na Cetinju. U Splitu je završio Umjetničku školu. U Nikšiću je studirao na odsjeku slikarstva Filozofskog fakulteta. U Parizu je na École de Beaux Arts specijalizirao zidno slikarstvo i enterijer. Savezno ministarstvo za kulturu stipendiralo mu je usavršavanje slikarstva u Parizu. U Herceg-Novom bavio se umjetničkim i pedagoškim radom. Omiljene teme su mu more (bure na moru, barke, ribari), školjke, žena. Izlagao na mnoštvu samostalnih i kolektivni izložbi. Od 1963. je godine član ULUCG.

## Nagrade
Nagrađen je brojnim nagradama. Ističu se:
- Nagrada Zavičajnog muzeja Herceg-Novog
- Nagrada 6. Hercegnovskog zimskog salona
- Na Salonu 13. novembar na Cetinju dobio je prvu nagradu i nagradu Centra za kulturu.